# جرو هالیدی
جرو هالیدی (به انگلیسی: Jrue Holiday) (زاده ۱۲ ژوئن) بسکتبالیست حرفه‌ای آمریکایی، در پست گارد راس برای تیم بوستون سلتیکس است.
همسر او لارن چینی ملی پوش فوتبال است.